# Дуглас, Маргарита
Маргари́та Ду́глас, графи́ня Ле́ннокс (англ. Margaret Douglas, Countess of Lennox; 8 октября 1515 года — 7 марта 1578 года) — англо-шотландская аристократка; дочь Арчибальда Дугласа, графа Ангуса, и Маргариты Тюдор, вдовы шотландского короля Якова IV.
В молодости Маргарита была в большом фаворе у своего дяди, короля Англии Генриха VIII, но дважды навлекала на себя королевский гнев: в первый раз из-за помолвки с Томасом Говардом, заключённой без ведома короля, за что незадачливый жених был заключён в Тауэр, где умер в 1537 году; во второй раз в 1540 году из-за связи с племянником Томаса и братом королевы Екатерины, Чарльзом Говардом. Маргарита вышла замуж за Мэтью Стюарта, графа Леннокса. Сын от этого брака, Генри, стал вторым мужем шотландской королевы Марии I и отцом шотландского и английского короля Якова I (VI).

## Детство и юность
Маргарет родилась в замке Харботтл, Нортамберленд, 8 октября 1515 года в семье Арчибальда Дугласа, 6-го графа Ангуса, и вдовы короля Якова IV, Маргариты Тюдор. По материнской линии Маргарита была внучкой английского короля Генриха VII и Елизаветы Йоркской; по отцовской — Джорджа Дугласа, мастера Ангуса, и Элизабет Драммонд. Мать Маргариты вернулась в Шотландию, когда Арчибальд столкнулся с трудностями. В октябре 1528 года сын Маргариты от первого брака, король Яков V, стал угрожать графу Ангусу и тот вновь переправил жену через Туид в Англию, в замок Норем. После краткого пребывания в замке Берик, маленькая Маргарита вместе со своей нянькой-фрейлиной Изобель Хоппер присоединилась к домочадцам её крёстного кардинала Вулси. После смерти Вулси в 1530 году Маргарита была приглашена в королевский дворец Болье, где проживала и воспитывалась при дворе принцессы Марии, которая стала её лучшей подругой. Рождественские праздники 1530—1532 годов Маргарита проводила в Гринвичском дворце, осыпаемая щедрыми подарками её дяди-короля.
Когда был создан двор Анны Болейн, Маргарита была назначена фрейлиной. Там она познакомилась с дядей королевы Анны, лордом Говардом, и у них завязались отношения. К концу 1535 года Томас и Маргарита были влюблены и тайно помолвлены.
В 1536 году король Генрих отвернулся от Анны Болейн. Когда в начале июля Генрих VIII узнал о тайной помолвке Маргариты с Говардом, он пришёл в ярость. К тому моменту Генрих уже объявил своих дочерей Марию и Елизавету бастардами, что сделало Маргариту следующей в линии наследования престола; для неё тайный брак, особенно с сыном могущественного дворянина и близким родственником опальной королевы, был политически возмутителен. И леди Маргарита и лорд Томас были помещены в Тауэр. 18 июля 1536 года Парламент, актом о лишении гражданских и имущественных прав, приговорил Говарда к смерти. Тот же акт запретил заключение браков членов королевской семьи без согласия на них короля. Томас был помилован, но всё ещё оставался в Тауэре, даже когда Маргарита разорвала отношения. Говард умер 31 октября 1537 года в заключении.
Маргарита заболела в Тауэре и Генрих VIII перевёл племянницу в аббатство Сион под надзор аббатисы. Она была освобождена из заключения 29 октября 1537 года, когда стало ясно, что Говард умирает.
В 1539 году Маргарита и герцогиня Ричмонд были назначены в приветственный эскорт невесты Генриха VIII, Анны Клевской, в Гринвичском дворце; они должны были присоединиться к двору Анны и позже передать невесту королю. Это должно было стать большой честью, но Генрих решил встретить принцессу в Рочестере.
В 1540 году Маргарита снова оказалась в немилости у короля, когда у неё случился роман с племянником Томаса Говарда, Чарльзом. Чарльз был сыном единокровного брата Томаса, Эдмунда Говарда, и братом пятой жены Генриха VIII, Екатерины Говард.
В 1543 году Маргарита стала одной из немногих свидетельниц последнего брака короля: Генрих VIII женился на Екатерине Парр, вдовствующей леди Латимер, в Хэмптон-корте. Маргарита стала одной из ближайших дам новой королевы, с которой была знакома ещё с 1520-х годов.

## Брак и дипломатия
В 1544 году Маргарита вышла замуж за шотландского изгнанника Мэтью Стюарта, 4-го графа Леннокса, который вёл своё происхождение от королей Шотландии из династии Стюартов. В 1548 году, в ходе войны, которую назвали грубыми ухаживаниями, отец Маргариты сообщил ей, что её единокровный брат Джордж Дуглас вместе с другими членами семьи был захвачен во дворце Далкит. Граф Ангус надеялся, что Маргарита с мужем сможет договориться с властями, чтобы с пленниками хорошо обращались. Леннокс направил письмо протектору Сомерсету, написав, что Ангус сделал бы лучше, попросив о помощи кого-то другого. Маргарита написала отцу в марте 1549 года из замка Ресл, жалуясь, что он избегает встречи с Ленноксом. Маргарита просила отца пойти на перемирие с её мужем через её брак.
Во время царствования королевы Марии I леди Леннокс имела комнаты в Вестминстерском дворце. В ноябре 1553 года королева сообщила послу Симону Ренару, что леди Леннокс больше других достойна сменить её на английском троне. Маргарита возглавляла плакальщиц на похоронах Марии. После восшествия на престол Англии Елизаветы I Маргарита перебралась в Йоркшир, где её дом Темпл Ньюсэм стал центром интриг католиков. Она успешно женила своего сына Генри на шотландской королеве, чтобы они могли объединить свои претензии на английский трон.
В 1566 году Маргарита снова оказалась в Тауэре, но получила свободу год спустя, когда в Шотландии был убит её сын. В убийстве леди Леннокс обвинила свою невестку, королеву Марию, но в конце концов примирилась с ней. Муж Маргариты возглавил шотландское правительство в качестве регента в 1570 году, но также был убит год спустя. В 1574 году Маргарита снова вызвала гнев королевы Елизаветы, женив младшего сына, Чарльза, на Элизабет Кавендиш; в отличие от графини Шрусбери, матери Элизабет, Маргарита была посажена в Тауэр и вновь прощена после смерти сына в 1576 году.
Дипломатия леди Леннокс впоследствии во многом способствовала восхождению на английский трон её внука Якова.

### Дети

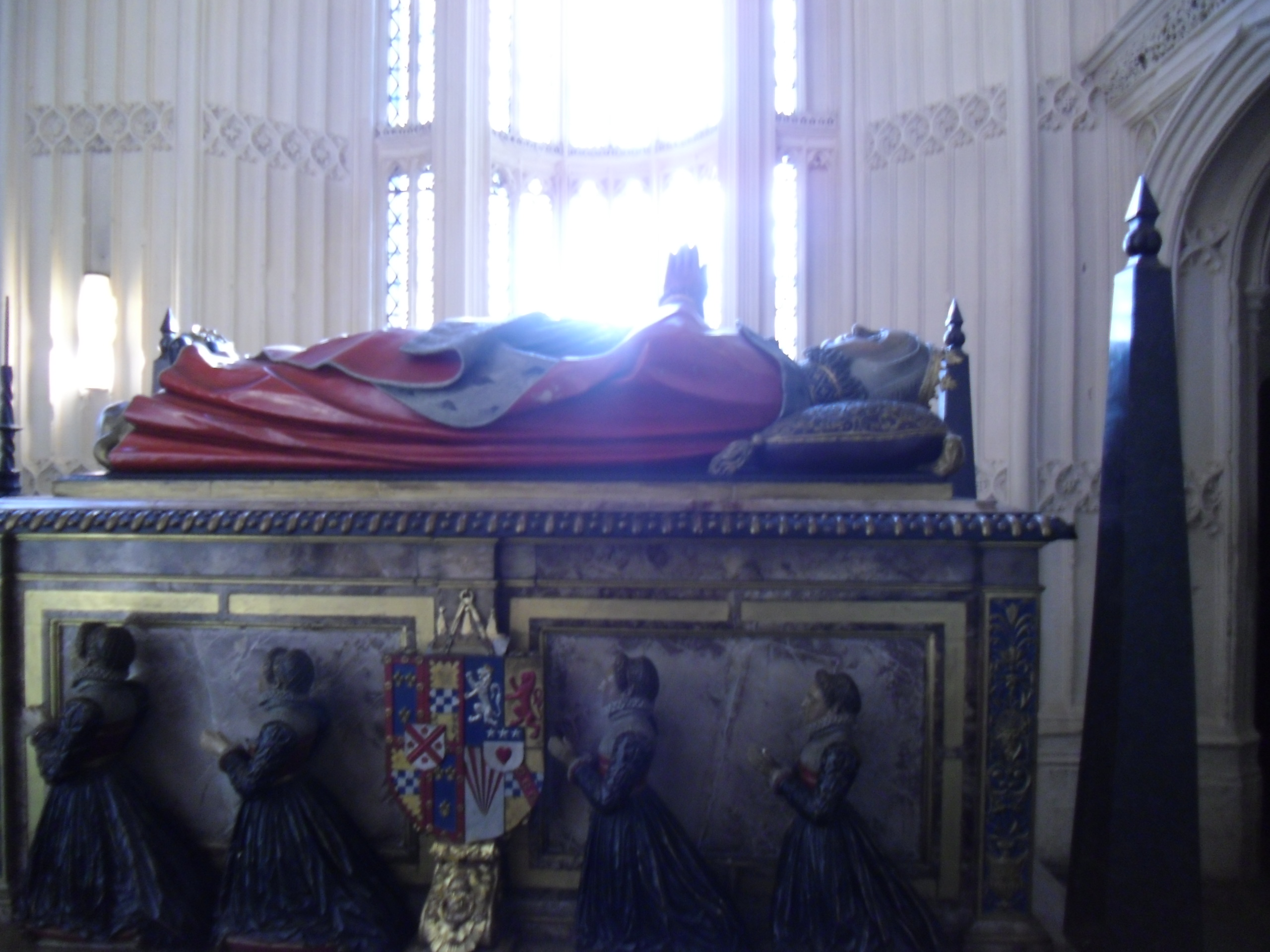
Фигуры четырёх дочерей Маргариты
(с другой стороны располагаются фигуры её четверых сыновей)

В браке с Ленноксом Маргарита родила восьмерых детей: четверых сыновей и чеверых дочерей, хотя существование дочерей подтверждается только фигурами на могиле Маргариты — ни в документах о крещении, ни в документах о наречении имени никаких данных нет. Сыновья Маргариты:
- Генри (март — ноябрь 1545) — лорд Дарнли.
- Генри (1545—1567) — лорд Дарнли; был женат на своей кузине, королеве Шотландии Марии Стюарт, дочери Якова V и Марии де Гиз; в этом браке родился единственный ребёнок Генри — сын Яков, будущий король Англии и Шотландии.
- Чарльз (1555—1576) — граф Леннокс; был женат на Элизабет Кавендиш, дочери сэра Уильяма Кавендиша и Бесс из Хардвика; в браке родилась только одна дочь — Арабелла, которая некоторое время рассматривалась в качестве наследницы английского престола.
- Мертворождённый сын.

## Смерть и наследие

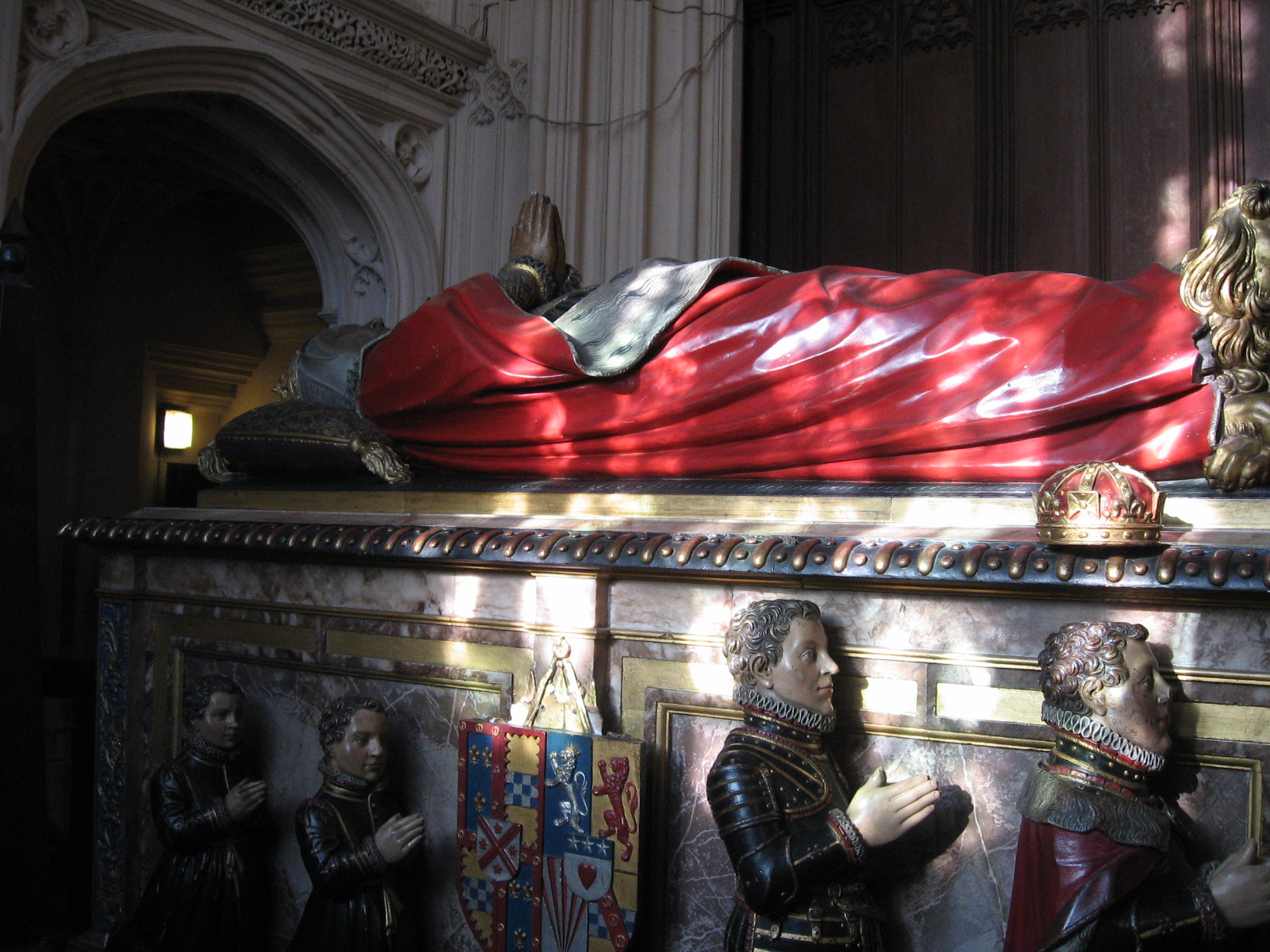
Могила Маргариты Дуглас

После смерти младшего сына Маргарита помогала заботиться о его дочери леди Арабелле. Через два года Маргарита умерла. За несколько дней до смерти леди Леннокс ужинала с Робертом Дадли, что породило слухи об отравлении Маргариты, хотя никаких доказательств этому нет. Маргарита умерла в долгах. По приказу Елизаветы I, для неё были организованы пышные похороны. Маргарита была похоронена в одной могиле с сыном Чарльзом в южном нефе капеллы Генриха VII в Вестминстерском аббатстве. Ходили слухи, что её внук установил прекрасный памятник на могиле, хотя в реальности устанавливал его душеприказчик и бывший слуга Маргариты Томас Фоулер. Её эффигия выполнена из алебастра и изображает Маргариту, облачённой во французский чепец и гофрированный воротник с красным плащом на меху поверх голубого с золотом платья.
После смерти Маргариты её наследникам досталась небезызвестная драгоценность Ленноксов, и хотя доподлинно неизвестно, когда и для кого было сделано украшение, считается, что его первой владелицей была именно леди Леннокс. В 1842 году драгоценность была выкуплена королевой Викторией.
Маргарита была известна своими поэтическими талантами. Большинство её стихов было посвящено её возлюбленному, Томасу Говарду; часть её работ сохранилась в библиотеке Девоншира.

## В культуре
Маргарита Дуглас играет важную роль в серии романов Дороти Даннетт «Хроники Лаймонда». Она также присутствует в двух тюдоровских романах Филиппы Грегори Ещё одна из рода Болейн и Наследство рода Болейн. Маргарита является главной героиней и рассказчицей романа Памелы Хилл Зелёная саламандра.